# Jean-Louis Tixier-Vignancour
Pour les articles homonymes, voir Tixier et Vignancour.
Jean-Louis Tixier-Vignancour, né Jean-Louis Tixier le 12 octobre 1907 à Paris et mort le 29 septembre 1989 dans la même ville, est un avocat et homme politique français d'extrême droite.
Durant sa carrière d’avocat, il défend notamment l’écrivain Louis-Ferdinand Céline puis le général putschiste Raoul Salan.
Sous l’étiquette des Comités Tixier-Vignancour et avec Jean-Marie Le Pen comme directeur de campagne, il se porte candidat à l'élection présidentielle de 1965. Il arrive en quatrième position du premier tour, avec près de 1,3 million de voix et 5,2 % des suffrages exprimés.
Après avoir transformé les Comités TV en Alliance républicaine pour les libertés et le progrès (ARLP), il rallie la majorité gaulliste en 1968. Il devient ensuite dirigeant du Parti des forces nouvelles (PFN), dont il conduit la liste aux élections européennes de 1979 (1,3 % au niveau national).

## Famille et études

### Origines
Né le 12 octobre 1907 dans le 7e arrondissement de Paris, Jean-Louis Gilbert Tixier est fils du médecin Léon Tixier et d'Andrée Vignancour, et le frère de Raymond Noël Tixier. Il est le petit-fils de Louis Vignancour, député puis sénateur républicain des Basses-Pyrénées aux débuts de la Troisième République.
Dès son accession au barreau de Paris, il adopte le nom d'usage « Tixier-Vignancour » ; par décret en Conseil d’État du 19 octobre 1987, il est autorisé à faire modifier son patronyme pour le faire coïncider avec ce nom d'usage. Ses soutiens l’appellent cependant généralement « Tixier ».

### Formation
Après des études au lycée Louis-le-Grand, il milite dans plusieurs organisations royalistes ou de droite extrême : il est camelot du roi, membre des Volontaires nationaux, liés aux Croix-de-feu, puis du Parti populaire français.

### Vie privée
Il épouse en premières noces, le 19 janvier 1938 dans le 6e arrondissement de Paris, Jeannine Auriol (1915-1982), fille d'un avocat parisien, Henri Auriol, ancien député, puis se remarie, le 2 mars 1988 à Neuilly-sur-Seine, avec Jacqueline Lecronier.
Jean-Louis Tixier-Vignancour est le parrain de Marie-Caroline Le Pen, la fille aînée de Jean-Marie Le Pen.

## Carrière et parcours politique

### Débuts comme député
Candidat pour les élections législatives de 1936, dans l’arrondissement d’Orthez (Basses-Pyrénées) que son grand-père avait représenté au début de la IIIe République, Jean-Louis Tixier-Vignancour est élu député pour la XVIe législature le 3 mai 1936, au second tour par 8 264 voix contre 7 990 au député radical-socialiste sortant Georges Moutet, maire d’Orthez. Âgé de 28 ans, il s’inscrit au groupe de l’Alliance Démocratique (parti de centre droit, pilier de la plupart des gouvernements). 
Son concurrent demande l'invalidation de l'élection pour fraude électorale. Le rapport parlementaire consacré au scrutin fait état d’irrégularités pour le candidat Tixier-Vignancour, et le rapporteur, le député socialiste Camille Bedin, propose d'annuler l'élection. Le rejet successif d'une motion de validation de l'élection puis de la proposition d'une enquête conduisent le 17 juillet à l'annulation de fait du scrutin. Le 27 septembre 1936, lors de l'élection législative partielle, il est réélu dès le premier tour avec 8 197 voix contre 6 659 à Georges Moutet.
Il vote les pleins pouvoirs constituants à Philippe Pétain le 10 juillet 1940.

### Seconde Guerre mondiale
De 1940 à 1941, il est secrétaire général adjoint à l’Information de l’État français du gouvernement de Vichy. Il obtient la francisque n° 75 en novembre 1940, avec comme parrains le docteur Bernard Ménétrel et Henry du Moulin de Labarthète. Responsable de la radio et du cinéma et donc de la censure, il confirme l’application d’une note de la Commission allemande d’Armistice concernant l’interdiction des « films d’incitation à la haine contre l’Allemagne » tels que L'Équipage d'Anatole Litvak et La Grande Illusion de Jean Renoir. Il démissionne de ses fonctions au secrétariat à l’information le 25 janvier 1941, puis participe aux comités de propagande du Maréchal, qu’il quitte également en mai 1941. Sa lettre de démission est lue à la BBC par Maurice Schumann le 5 juillet 1941. Il est arrêté le 25 juillet 1941 pour « propos injurieux à l’égard du Maréchal Chef de l’État » et interné à Vals-les-Bains. Libéré au mois de septembre, il quitte la France et s'inscrit au barreau de Tunis.
Arrêté en décembre 1942 par les Allemands, qui occupent la Tunisie après le débarquement anglo-américain en Afrique du Nord, il n’est libéré qu’à l’arrivée des troupes alliées, mi-mai 1943. Officier dans le corps expéditionnaire français en Italie, il se trouve à Naples lorsque sur un ordre d’arrestation du Comité français de la Libération nationale, il est ramené à Alger où il est incarcéré de janvier à début avril 1944. Devant rejoindre la France avec son unité, il est de nouveau arrêté en septembre 1944, détenu à Tunis tout d’abord, avant d’être transféré à Fresnes.

### Sous la Quatrième République

#### Inéligibilité
À la Libération, il est frappé d’inéligibilité par l’ordonnance du 21 avril 1944 pour avoir voté la délégation du pouvoir constituant au maréchal Pétain le 10 juillet 1940. Le jury d’honneur refuse de l’en relever, considérant « que ses différends ultérieurs avec le pseudo-gouvernement de Vichy ne constituent pas une opposition véritable ». Il bénéficie toutefois d’un non-lieu du tribunal militaire de Paris, le parquet considérant qu’il « est établi qu’il s’est efforcé par tous les moyens de se battre contre l’ennemi ».
Le 20 avril 1951, en tant qu’avocat, il obtient l'amnistie de l'écrivain Louis-Ferdinand Céline au titre de « grand invalide de guerre » en présentant son dossier sous le nom de « Louis-Ferdinand Destouches », véritable nom de l'écrivain, sans qu'aucun magistrat ne fasse le rapprochement entre « Destouches » et « Céline ». Cette théorie est mise à mal par l'historienne Anne Simonin.
En 1954, il fonde le Rassemblement national français, avec notamment l’ancien député Jean Montigny. Le programme du parti comporte la lutte contre les institutions de la Quatrième République, l'établissement d'un État fort dont seraient exclus les « hommes trop récemment entrés dans la communauté nationale pour se permettre de la diriger », la défense de l'Empire et la construction d'une Europe des patries (manifeste du 31 mars 1954). Il exerce la fonction de secrétaire général.

#### Retour à la députation
À nouveau éligible, il se présente en avril 1955 à l’élection législative partielle organisée à la suite du décès de Georges Loustaunau-Lacau, député des Basses-Pyrénées depuis 1951. Arrivé en deuxième position au premier tour, il échoue au second avec 46 880 voix contre 59 836 à l’ancien député MRP Jean Errécart, qui est élu.
Jean-Louis Tixier-Vignancour retrouve le Palais Bourbon quelques mois plus tard, lors des élections législatives de 1956. Il est élu à la tête d’une liste « républicaine d’action sociale et paysanne, présentée par le Groupement pour la réforme de l’État et la défense des libertés électorales », qu'il forma avec l'ancien député Jean Ybarnégaray et qui obtient 15 % des suffrages. Il n'est inscrit à aucun groupe à l'Assemblée nationale. En juin 1958, il vote l’investiture du gouvernement de Gaulle, tout en ironisant alors : « Jamais je n’aurais pu croire que deux fois dans mon existence on me demanderait de déléguer la fraction du pouvoir constituant que je détenais et – qui mieux est – jamais je n’aurais pu envisager que, pour la deuxième fois, celui qui me le demanderait serait celui-là même qui m’avait puni pour avoir accordé une première fois cette délégation ».

### Sous la Cinquième République

#### Défenseur de l’Algérie française
Lors des élections législatives de novembre 1958, après le retour au scrutin majoritaire et la réduction de la représentation parlementaire des Basses-Pyrénées de 6 à 4 députés, il se présente dans la circonscription d’Oloron-Orthez, englobant celle qu’il avait représentée de 1936 à 1940. Il arrive largement en tête au premier tour mais échoue au second avec 23 363 voix contre 27 250 au candidat radical-socialiste Guy Ébrard.
Il participe deux ans plus tard à la fondation du Front national pour l'Algérie française, alors que se profile l'indépendance du territoire algérien.
Il assure la défense de l'ex-député poujadiste Jean-Maurice Demarquet au cours du « procès des barricades », qui en novembre 1960, à la suite de la semaine des barricades. Il y côtoie notamment Jacques Isorni, autre avocat de la défense. En 1962, « Tixier » défend plusieurs responsables de l'Organisation armée secrète (OAS), parmi lesquels le général Raoul Salan, auquel il évite la condamnation à la peine capitale au terme d'une plaidoirie reconnue comme un grand moment de l'éloquence judiciaire.

#### Élection présidentielle de 1965
En 1964, il fonde les Comités Tixier-Vignancour (appelés « Comités TV ») en vue de l’élection présidentielle de 1965, avec pour directeur de campagne le député Jean-Marie Le Pen.
Lors des élections municipales de mars 1965, il parraine des listes qui obtiennent à Paris 9 % des suffrages.
Classé à l’extrême droite, il reproche vivement au général de Gaulle, candidat à sa réélection, l'« abandon » de l'Algérie française. Dans sa profession de foi, il écrit que la Constitution du 4 octobre 1958 est « conforme aux principes républicains » hormis sur la question du « domaine réservé » du président de la République, affirmant qu'il s’en référerait aux votes du Parlement s'il était élu. Il déclare notamment durant la campagne électorale :

« Le général de Gaulle, après avoir réalisé la politique d'outre-mer du Parti communiste, applique aujourd'hui sa politique étrangère. En témoignent les marques de satisfaction qui lui sont décernées par Moscou. Ainsi, en France, le marxisme connaît cette monstrueuse fortune de cheminer sous le couvert d'une illustre légende. »

Au premier tour du scrutin présidentiel, le 5 décembre 1965, Jean-Louis Tixier-Vignancour arrive en quatrième position avec 1 260 208 voix, soit 5,20 % des suffrages exprimés. C’est dans le Sud de la France, où vivent de nombreux « pied-noirs » ayant dû quitter massivement l’Algérie en 1962, qu’il obtient ses meilleurs scores, le Var lui accordant même 14,05 % des voix exprimées. Pour le second tour, qui oppose le général de Gaulle à François Mitterrand, il appelle explicitement à voter pour le candidat d’union de la gauche, une consigne de vote qui déconcerte nombre de ses soutiens.

#### Déclin et perte d'influence
En janvier 1966, avec Raymond Le Bourre, Raymond Bourgine ou encore Jean-Robert Thomazo, Jean-Louis Tixier-Vignancour transforme les Comités TV en un parti politique qu'il nomme l'Alliance républicaine pour les libertés et le progrès (ARLP). Jean-Marie Le Pen et d’autres participants à sa campagne de 1965 (Roger Holeindre, François Brigneau, Dominique Venner, etc.) refusent de le suivre, notamment en raison de son appel à voter pour François Mitterrand au second tour de l’élection présidentielle ; il en est de même pour les composantes d’Europe-Action, qui lancent le Mouvement nationaliste du progrès (MNP).
Il essuie un échec aux élections législatives de 1967 à Toulon, dans la troisième circonscription du Var, qui compte pourtant de nombreux pieds-noirs.
À la suite des événements de mai 1968, il se rallie au général de Gaulle, puis, appelle à voter pour Georges Pompidou à l'élection présidentielle de 1969. Se voulant le représentant de l’aile droite de la majorité, il encourage alors ses partisans à adhérer à l'UDR pour « droitiser la droite ».
En février 1973, il est l'instigateur du vol du cercueil de Philippe Pétain, qu'il souhaite faire inhumer à Douaumont.
La même année, l'ARLP quitte la majorité présidentielle. L'année suivante, en 1974, il propose la fusion de son parti avec la Fédération nationale des républicains indépendants (FNRI) de Valéry Giscard d'Estaing et le Centre démocrate (CD) de Jean Lecanuet.
En 1978, Jean-Louis Tixier-Vignancour adhère au Parti des forces nouvelles (PFN), fondé quatre ans plus tôt par des dirigeants du mouvement dissous Ordre nouveau, et en devient le porte-parole. En juin 1979, il conduit la liste « Union française pour l’eurodroite », soutenue par le PFN, aux premières élections européennes au suffrage universel : sa liste recueille 265 911 voix, soit 1,31 % des suffrages exprimés au niveau national, n’obtenant aucun élu. En novembre suivant, lors du congrès qui désigne Pascal Gauchon candidat du parti à l’élection présidentielle de 1981, Jean-Louis Tixier-Vignancour devient président d’honneur du PFN. Il rompt avec le parti en 1982.

## Mort et postérité
Jean-Louis Tixier-Vignancour meurt le 29 septembre 1989, à 81 ans, à l'hôpital des Invalides (Paris 7e), où il était hospitalisé depuis trois mois.
Le Front national de Jean-Marie Le Pen rend hommage à un « ténor du barreau parisien » et « grand patriote ».

« Quel souvenir gardera la postérité de ce bretteur incorrigible jusqu'à la fin ? Retiendra-t-elle l'« anarchiste de droite » tant de fois décrit et auquel cette appellation convenait si bien parce qu'elle était à ses yeux la plus flatteuse, sinon la plus acceptable ? Ou seulement l'avocat politique si habile dans le sous-entendu, si venimeux dans l'insolence instinctive, comme s'il avait pu être de tous les complots, de toutes les intrigues ? Ou encore l'avocat tout court qui, lui, savait fort bien, sûr d'un talent archireconnu, s'en tenir au classicisme de bon aloi, dès lors qu'il n'éprouvait plus le besoin de céder à ses démons ? Le tribun dont la voix de plein air, « la voix de Tolède », savait si bien manier des façons de dire héritières d'une éloquence naturelle que prisait le siècle précédent ? Ou seulement le défenseur de Raoul Salan qui, fort de ce succès, se trouva mis au pinacle par les tenants de l'Algérie française au point de pouvoir se porter candidat contre de Gaulle à l'élection présidentielle de 1965 ? »

— Le Monde, 1er octobre 1989.
Il est inhumé au cimetière communal d'Orsay, dans l'Essonne.

## Principales plaidoiries
- L’« affaire des fuites » en 1956.
- Offenses faites au président de la République par l’hebdomadaire Rivarol en 1959.
- Le procès de la semaine des barricades en 1960.
- La défense d'un des kidnappeurs d'Eric Peugeot en 1961
- La défense du général Salan en 1962.
- Le procès de l’attentat du Petit-Clamart en 1963.

## Publications
- La France trahie, plaidoirie de Me Tixier-Vignancour dans l'Affaire des fuites, avec préface et extraits du procès. Paris : Amiot-Dumont, 1956, 199 p. Pas d'ISBN.
- Plaidoirie pour Salan. 2 disques 33 tours 30 cm. Coll. « Les Grands documents de l'Histoire », pas de nom d'éditeur ni de date.
- J'ai choisi la défense. Paris, Éditions de la Table ronde, 1964, Livre préfacé par le bâtonnier Jacques Charpentier.
- Des Républiques, des justices et des hommes : mémoires. Paris : Albin Michel, 1977, 410 p.  (ISBN 2-226-00382-7).
- Le Contre-mal français. Paris : Albin Michel, 1977. 269 pages.  (ISBN 2-226-00561-7).
- Si j'avais défendu Dreyfus. Paris : Jean-Claude Simoën, coll. « Le Rouge et le noir », 1978, 182 p. Pas d'ISBN.